# Temporada do Futbol Club Barcelona de 2014–15
O Futbol Club Barcelona, na temporada 2014–15, participou de três competições: La Liga, Copa del Rey e UEFA Champions League.
O FC Barcelona teve uma de suas melhores temporadas da história, conquistando uma Tríplice coroa, a segunda do clube, ficando marcado pelo poder e entrosamento do trio de ataque formado por Lionel Messi, Luis Suárez e Neymar, além da manutenção de peças importantes das outras conquistas internacionais desde 2009. 

## Jogadores

### Elenco
Legenda:
- : Capitão
- : Prata da casa

### Transferências
Legenda
- : Jogadores que retornam de empréstimo

- : Jogadores emprestados

| Entradas      |      |                    |        |
| Jogador       | Pos. | Clube anterior     | Ref.   |
| Ter Stegen    | G    | B. Mönchengladbach | [ 1 ]  |
| G. Deulofeu   | A    | Everton            | [ 2 ]  |
| Rafinha       | M    | Celta de Vigo      | [ 3 ]  |
| Ivan Rakitić  | M    | Sevilla            | [ 4 ]  |
| Claudio Bravo | G    | Real Sociedad      | [ 5 ]  |
| Jordi Masip   | G    | Barcelona B        | [ 6 ]  |
| Luis Suárez   | A    | Liverpool          | [ 7 ]  |
| J. Mathieu    | Z    | Valencia           | [ 8 ]  |
| T. Vermaelen  | Z    | Arsenal            | [ 9 ]  |
| Douglas       | LD   | São Paulo          | [ 10 ] |

| Saídas         |      |                     |        |
| Jogador        | Pos. | Clube de destino    | Ref.   |
| Carles Puyol   | Z    | Aposentou-se        |        |
| Pinto          | G    | Indefinido          | [ 11 ] |
| Víctor Valdés  | G    | Sem clube           | [ 12 ] |
| Cesc Fàbregas  | M    | Chelsea             | [ 13 ] |
| Jonathan       | M    | Villarreal          | [ 14 ] |
| Isaac Cuenca   | A    | Deportivo La Coruña | [ 15 ] |
| Alexis Sánchez | A    | Arsenal             | [ 16 ] |
| Oier Olazábal  | G    | Granada             | [ 17 ] |
| Cristian Tello | A    | Porto               | [ 18 ] |
| I. Afellay     | M    | Olympiacos          | [ 19 ] |
| G. Deulofeu    | A    | Sevilla             | [ 20 ] |
| Alex Song      | V    | West Ham            | [ 21 ] |

## Estatísticas

### Desempenho da equipe

#### Desempenho geral
| Técnico      | J  | V  | E | D | GP  | GS | SG  | % |
| ------------ | -- | -- | - | - | --- | -- | --- | - |
| Luis Enrique | 60 | 50 | 2 | 6 | 176 | 38 | 139 |   |

#### Como mandante
| Técnico      | J  | V  | E | D | GP | GS | SG | % |
| ------------ | -- | -- | - | - | -- | -- | -- | - |
| Luis Enrique | 22 | 20 | 0 | 2 | 73 | 13 | 60 |   |

#### Como visitante
| Técnico      | J  | V  | E | D | GP | GS | SG | % |
| ------------ | -- | -- | - | - | -- | -- | -- | - |
| Luis Enrique | 22 | 16 | 2 | 3 | 56 | 15 | 41 |   |

### Artilharia
| #     | Jogador          | Gols | La Liga | Copa del Rey | Champions League |
| ----- | ---------------- | ---- | ------- | ------------ | ---------------- |
| 1º    | Lionel Messi     | 58   | 43      | 5            | 10               |
| 2º    | Neymar           | 39   | 22      | 7            | 10               |
| 3º    | Luis Suárez      | 25   | 16      | 2            | 7                |
| 4º    | Pedro Rodríguez  | 10   | 5       | 5            | 0                |
| 5º    | Ivan Rakitić     | 9    | 6       | 1            | 2                |
| 6º    | Gerard Piqué     | 7    | 5       | 1            | 1                |
| 7º    | Sandro Ramírez   | 4    | 2       | 1            | 1                |
| 8º    | Andrés Iniesta   | 3    | 0       | 3            | 0                |
| 9º    | Jordi Alba       | 2    | 1       | 1            | 0                |
|       | Sergi Roberto    | 2    | 0       | 2            | 0                |
|       | Adriano          | 2    | 0       | 2            | 0                |
|       | Rafinha          | 2    | 1       | 1            | 0                |
| 14º   | Jérémy Mathieu   | 1    | 1       | 0            | 0                |
|       | Munir El Haddadi | 1    | 1       | 0            | 0                |
|       | Xavi             | 1    | 1       | 0            | 0                |
|       | Sergio Busquets  | 1    | 1       | 0            | 0                |
|       | Adama Traoré     | 1    | 0       | 1            | 0                |
| Total | Total            | 176  | 111     | 31           | 31               |

### Assistências
| #     | Jogador          | Assis. | La Liga | Copa del Rey | Champions League |
| ----- | ---------------- | ------ | ------- | ------------ | ---------------- |
| 1º    | Lionel Messi     | 28     | 20      | 3            | 5                |
| 2º    | Luis Suárez      | 20     | 13      | 4            | 3                |
| 3º    | Ivan Rakitić     | 7      | 6       | 1            | 0                |
| 4º    | Xavi             | 9      | 8       | 1            | 0                |
| 5°    | Pedro Rodríguez  | 7      | 5       | 0            | 2                |
| 6º    | Daniel Alves     | 7      | 3       | 1            | 3                |
| 7°    | Neymar           | 6      | 0       | 2            | 3                |
| 8°    | Andrés Iniesta   | 6      | 2       | 2            | 2                |
| 9°    | Jordi Alba       | 5      | 2       | 2            | 1                |
| 10º   | Rafinha          | 4      | 1       | 2            | 1                |
| 11°   | Marc Bartra      | 3      | 2       | 0            | 1                |
| 12º   | Munir El Haddadi | 2      | 1       | 1            | 0                |
|       | Sergi Roberto    | 2      | 0       | 2            | 0                |
|       | Martín Montoya   | 2      | 0       | 2            | 0                |
|       | Sergio Busquets  | 2      | 2       | 0            | 0                |
|       | Adriano          | 2      | 1       | 1            | 0                |
| 17º   | Gerard Piqué     | 1      | 1       | 0            | 0                |
|       | Sergi Samper     | 1      | 0       | 1            | 0                |
|       | Douglas          | 1      | 0       | 1            | 0                |
|       | Mascherano       | 1      | 0       | 1            | 0                |
| Total | Total            | 115    | 70      | 24           | 21               |

### Histórico disciplinar
= Número de cartões
 = Número de expulsões após dois cartões amarelos
 = Número de expulsões após cartão vermelho direto
| Pos | Nac.      | Nº | Jogador               | La Liga                       | La Liga | La Liga | Copa del Rey                  | Copa del Rey | Copa del Rey | UEFA Champions League         | UEFA Champions League | UEFA Champions League | Total                         | Total | Total   |
| Pos | Nac.      | Nº | Jogador               | Penalizado com cartão amarelo |         | Expulso | Penalizado com cartão amarelo |              | Expulso      | Penalizado com cartão amarelo |                       | Expulso               | Penalizado com cartão amarelo |       | Expulso |
| G   | Alemanha  | 1  | Marc-André ter Stegen | 0                             | 0       | 0       | 0                             | 0            | 0            | 0                             | 0                     | 0                     | 0                             | 0     | 0       |
| LD  | Espanha   | 2  | Martín Montoya        | 0                             | 0       | 0       | 0                             | 0            | 0            | 0                             | 0                     | 0                     | 0                             | 0     | 0       |
| Z   | Espanha   | 3  | Gerard Piqué          | 5                             | 0       | 0       | 1                             | 0            | 0            | 0                             | 0                     | 0                     | 6                             | 0     | 0       |
| M   | Croácia   | 4  | Ivan Rakitić          | 0                             | 0       | 0       | 0                             | 0            | 0            | 1                             | 0                     | 0                     | 1                             | 0     | 0       |
| V   | Espanha   | 5  | Sergio Busquets       | 4                             | 0       | 0       | 0                             | 0            | 0            | 0                             | 0                     | 0                     | 4                             | 0     | 0       |
| M   | Espanha   | 6  | Xavi                  | 1                             | 0       | 0       | 0                             | 0            | 0            | 0                             | 0                     | 0                     | 1                             | 0     | 0       |
| A   | Espanha   | 7  | Pedro Rodríguez       | 2                             | 0       | 0       | 0                             | 0            | 0            | 1                             | 0                     | 0                     | 3                             | 0     | 0       |
| M   | Espanha   | 8  | Andrés Iniesta        | 3                             | 0       | 0       | 0                             | 0            | 0            | 0                             | 0                     | 0                     | 3                             | 0     | 0       |
| A   | Uruguai   | 9  | Luis Suárez           | 3                             | 0       | 0       | 2                             | 0            | 0            | 0                             | 0                     | 0                     | 5                             | 0     | 0       |
| A   | Argentina | 10 | Lionel Messi          | 2                             | 0       | 0       | 1                             | 0            | 0            | 0                             | 0                     | 0                     | 3                             | 0     | 0       |
| A   | Brasil    | 11 | Neymar                | 5                             | 0       | 0       | 0                             | 0            | 0            | 0                             | 0                     | 0                     | 5                             | 0     | 0       |
| M   | Brasil    | 12 | Rafinha               | 2                             | 0       | 0       | 0                             | 1            | 0            | 0                             | 0                     | 0                     | 2                             | 1     | 0       |
| G   | Chile     | 13 | Claudio Bravo         | 0                             | 0       | 0       | 0                             | 0            | 0            | 0                             | 0                     | 0                     | 0                             | 0     | 0       |
| V   | Argentina | 14 | Javier Mascherano     | 5                             | 0       | 1       | 1                             | 0            | 0            | 2                             | 0                     | 0                     | 9                             | 0     | 1       |
| Z   | Espanha   | 15 | Marc Bartra           | 0                             | 0       | 0       | 0                             | 0            | 0            | 0                             | 0                     | 0                     | 0                             | 0     | 0       |
| LD  | Brasil    | 16 | Douglas               | 1                             | 0       | 0       | 0                             | 0            | 0            | 0                             | 0                     | 0                     | 1                             | 0     | 0       |
| LE  | Espanha   | 18 | Jordi Alba            | 6                             | 0       | 0       | 0                             | 0            | 0            | 1                             | 0                     | 0                     | 7                             | 0     | 0       |
| M   | Espanha   | 20 | Sergi Roberto         | 0                             | 0       | 0       | 0                             | 0            | 0            | 0                             | 0                     | 0                     | 0                             | 0     | 0       |
| LE  | Brasil    | 21 | Adriano               | 1                             | 0       | 0       | 1                             | 0            | 0            | 1                             | 0                     | 0                     | 3                             | 0     | 0       |
| LD  | Brasil    | 22 | Daniel Alves          | 6                             | 0       | 1       | 1                             | 0            | 0            | 5                             | 0                     | 0                     | 12                            | 0     | 1       |
| Z   | Bélgica   | 23 | Thomas Vermaelen      | 0                             | 0       | 0       | 0                             | 0            | 0            | 0                             | 0                     | 0                     | 0                             | 0     | 0       |
| Z   | França    | 24 | Jérémy Mathieu        | 4                             | 0       | 0       | 1                             | 0            | 0            | 0                             | 0                     | 0                     | 5                             | 0     | 0       |
| G   | Espanha   | 25 | Jordi Masip           | 0                             | 0       | 0       | 0                             | 0            | 0            | 0                             | 0                     | 0                     | 0                             | 0     | 0       |
|     |           |    | Total                 | 50                            | 0       | 2       | 8                             | 1            | 0            | 11                            | 0                     | 0                     | 70                            | 1     | 2       |

### Vista geral
| Jogos disputados       | 59 (38 La Liga, 9 Copa del Rey, 12 UEFA Champions League)    |
| Jogos vencidos         | 49 (30 La Liga, 9 Copa del Rey, 10 UEFA Champions League)    |
| Jogos empatados        | 4 (4 La Liga, 0 Copa del Rey, 0 UEFA Champions League)       |
| Jogos perdidos         | 6 (4 La Liga, 0 Copa del Rey, 2 UEFA Champions League)       |
| Jogos sem sofrer gols  | 27 (21 La Liga, 2 Copa del Rey, 4 UEFA Champions League)     |
| Gols marcados          | 173 (111 La Liga, 34 Copa del Rey, 28 UEFA Champions League) |
| Gols sofridos          | 36 (21 La Liga, 6 Copa del Rey, 10 UEFA Champions League)    |
| Assistências           | 114 (70 La Liga, 24 Copa del Rey, 20 UEFA Champions League)  |
| Saldo de gols          | +136                                                         |
| Cartões amarelos       | 73 (51 La Liga, 11 Copa del Rey, 11 UEFA Champions League)   |
| Segundo cartão amarelo | 1 (0 La Liga, 1 Copa del Rey, 0 UEFA Champions League)       |
| Cartões vermelhos      | 2 (2 La Liga, 0 Copa del Rey, 0 UEFA Champions League)       |
| Pior disciplina        | Daniel Alves (13 , 0 , 1 )                                   |
| Melhor resultado       | 0x8 (C) v Cordoba - La Liga - 02 de Maio de 2015             |
| Pior resultado         | 1x3 (F) v Real Madrid - La Liga - 25 de outubro de 2014      |
| Mais participações     |                                                              |
| Mais gols              | Lionel Messi (58 gols)                                       |
| Mais assistências      | Lionel Messi (28 assistências)                               |

## Pré-temporada

### Troféu Colombino
| 19 de julho de 2014 | Recreativo de Huelva | 0 – 1     | Barcelona      | Nuevo Colombino, Huelva                  |
| 20:45               |                      | Relatório | Joan Román 66' | Público: 5 629 Árbitro: Figueroa Vázquez |

### Amistosos
| 2 de agosto de 2014 | Nice                 | 1 – 1     | Barcelona       | Allianz Riviera, Nice                 |
| 20:45               | Cvitanich 21' (pen.) | Relatório | Xavi 68' (pen.) | Público: 21 847 Árbitro: Ruddy Buquet |

| 6 de agosto de 2014 | Napoli       | 1 – 0     | Barcelona | Estádio de Genebra, Genebra             |
| 20:00               | Džemaili 80' | Relatório |           | Público: 14 852 Árbitro: Stephan Studer |

| 9 de agosto de 2014 | HJK Helsinki | 0 – 6     | Barcelona                                                              | Estádio Olímpico de Helsinque, Helsinque    |
| 16:00               |              | Relatório | Munir 5', 17' · Sergi Roberto 9' · Piqué 24' · Bartra 50' · Sandro 82' | Público: 40 435 Árbitro: Mattias Gestranius |

### Troféu Joan Gamper de 2014
| 18 de agosto de 2014 | Barcelona                                                | 6 – 0     | León | Camp Nou, Barcelona                            |
| 15:30 (UTC−3)        | Messi 2' · Neymar 11', 43' · Munir 54', 77' · Sandro 89' | Relatório |      | Público: 72 475 Árbitro: ESP Álvarez Izquierdo |

## Competições

### La Liga

#### Classificação na Liga
| Pos | Equipes            | Pts | J  | V  | E  | D | GM  | GS | SG | %  | Classificação ou rebaixamento                          |
| --- | ------------------ | --- | -- | -- | -- | - | --- | -- | -- | -- | ------------------------------------------------------ |
| 1   | Barcelona          | 94  | 38 | 30 | 4  | 4 | 112 | 23 | 89 | 82 | Fase de Grupos da Liga dos Campeões da UEFA de 2015–16 |
| 2   | Real Madrid        | 92  | 38 | 30 | 2  | 6 | 118 | 38 | 80 | 81 | Fase de Grupos da Liga dos Campeões da UEFA de 2015–16 |
| 3   | Atlético de Madrid | 78  | 38 | 23 | 9  | 6 | 67  | 29 | 38 | 68 | Fase de Grupos da Liga dos Campeões da UEFA de 2015–16 |
| 4   | Valencia           | 77  | 38 | 22 | 11 | 5 | 70  | 33 | 37 | 67 | Play-offs da Liga dos Campeões da UEFA de 2015–16      |
| 5   | Sevilla            | 76  | 38 | 23 | 7  | 8 | 71  | 45 | 26 | 67 | Fase de Grupos da Liga dos Campeões da UEFA de 2015–16 |

#### Resumo dos resultados
| Total |    |    |   |   |     |    |     |
| Pts   | J  | V  | E | D | GM  | GS | SG  |
| 94    | 38 | 30 | 4 | 4 | 110 | 24 | +89 |

| Casa |    |    |   |   |    |    |     |
| Pts  | J  | V  | E | D | GM | GS | SG  |
| 49   | 19 | 16 | 1 | 2 | 64 | 11 | +53 |

| Fora |    |    |   |   |    |    |     |
| Pts  | J  | V  | E | D | GM | GS | SG  |
| 45   | 19 | 14 | 3 | 2 | 46 | 10 | +36 |

#### Desempenho por rodada
Desempenho do Barcelona por rodada:
| Rodada    | 1ª | 2ª | 3ª | 4ª | 5ª | 6ª | 7ª | 8ª | 9ª | 10ª | 11ª | 12ª | 13ª | 14ª | 15ª | 16ª | 17ª | 18ª | 19ª |
| Local     | C  | F  | C  | F  | F  | C  | F  | C  | F  | C   | F   | C   | F   | C   | F   | C   | F   | C   | F   |
| Resultado | V  | V  | V  | V  | E  | V  | V  | V  | D  | D   | V   | V   | V   | V   | E   | V   | D   | V   | V   |
| Colocação | 1º | 1º | 1º | 1º | 2º | 1º | 1º | 1º | 1º | 4º  | 2º  | 2º  | 2º  | 2º  | 2º  | 2º  | 2º  | 2º  | 2º  |

| Rodada    | 20ª | 21ª | 22ª | 23ª | 24ª | 25ª | 26ª | 27ª | 28ª | 29ª | 30ª | 31ª | 32ª | 33ª | 34ª | 35ª | 36ª | 37ª | 38ª |
| Local     | F   | C   | F   | C   | C   | F   | C   | F   | C   | F   | C   | F   | C   | F   | C   | F   | C   | F   | C   |
| Resultado | V   | V   | V   | V   | D   | V   | V   | V   | V   |     |     |     |     |     |     |     |     |     |     |
| Colocação | 2º  | 2º  | 2º  | 2º  | 2º  | 2º  | 1º  | 1º  | 1º  |     |     |     |     |     |     |     |     |     |     |